# Unterseeboot UB-37
Pour les autres navires du même nom, voir Unterseeboot 37.
L'Unterseeboot UB-37 est un sous-marin (U-Boot) allemand de type UB II utilisé par la Kaiserliche Marine pendant la Première Guerre mondiale. Le sous-marin a été commandé le 22 juillet 1915 et lancé le 28 décembre 1915. Il a été mis en service dans la marine impériale allemande le 17 juin 1916.
En dix patrouilles, le sous-marin coula 31 navires et fut lui-même coulé par le navire-leurre (Q-ship) britannique HMS Penshurst dans la Manche le 14 janvier 1917. L’épave de l'UB-37 a été identifiée en 1999 par l’archéologue maritime Innes McCartney.

## Conception
Sous-marin de type UB II, l'UB-37 avait un déplacement de 274 tonnes en surface et de 303 tonnes en immersion. Il avait une longueur hors tout de 36,90, une largeur de 4,37 m et un tirant d'eau de 3,69 m. Le sous-marin était propulsé par deux moteurs Diesel Benz à six cylindres à quatre temps produisant 270 chevaux (200 kW), deux moteurs électriques Siemens-Schuckert produisant 280 chevaux (210 kW) et un arbre d'hélice. Il était capable d’opérer à une profondeur allant jusqu’à 50 mètres.
La vitesse maximale du sous-marin était de 9,06 nœuds (16,78 km/h) en surface et de 5,71 nœuds (10,57 km/h) en immersion. Lorsqu’il était en surface, il pouvait parcourir 7030 milles marins (13020 km) à 5 nœuds (9,3 km/h), et en immersion, 45 milles marins (83 km) à 4 nœuds (7,4 km/h). L'UB-37 était armé de deux tubes lance-torpilles de 500 mm à l’avant, de quatre torpilles et d’un canon de pont SK L/30 de 88 mm. Il avait un effectif de vingt-et-un membres d’équipage et deux officiers, et un temps de plongée de 42 secondes.

## Affectations
- Flottilles des Flandres : du 5 juillet 1916 au 14 janvier 1917

## Commandants
- Oberleutnant zur See Hans Valentiner[3] : du 17 mai au 6 novembre 1916
- Oblt.z.S. Paul Günther[4] : du 7 novembre 1916 au 14 janvier 1917

## Navires coulés
| Date              | Nom                | Nationalité    | Tonnage | Destin              |
| ----------------- | ------------------ | -------------- | ------- | ------------------- |
| 21 juillet 1916   | Samsø              | Danemark       | 388     | Endommagé           |
| 22 juillet 1916   | Bams               | Norvège        | 308     | Coulé               |
| 22 juillet 1916   | Ida                | Suède          | 302     | Coulé               |
| 22 juillet 1916   | Juno               | Norvège        | 355     | Coulé               |
| 22 juillet 1916   | Preference         | Suède          | 222     | Coulé               |
| 22 juillet 1916   | Subra              | Norvège        | 580     | Coulé               |
| 9 août 1916       | Danevang           | Danemark       | 1247    | Coulé               |
| 11 août 1916      | Rufus              | Norvège        | 202     | Coulé               |
| 13 août 1916      | Fremad             | Norvège        | 104     | Coulé               |
| 13 août 1916      | Pepita             | Suède          | 261     | Coulé               |
| 13 août 1916      | Respit             | Norvège        | 473     | Coulé               |
| 10 septembre 1916 | Zeemeeuv           | Pays-Bas       | 400     | Capturé comme prise |
| 23 septembre 1916 | Dresden            | United Kingdom | 807     | Coulé               |
| 23 septembre 1916 | Pearl              | United Kingdom | 613     | Coulé               |
| 24 septembre 1916 | Oceanien           | France         | 60      | Coulé               |
| 25 septembre 1916 | Afrique            | France         | 1743    | Coulé               |
| 24 octobre 1916   | Twig               | United Kingdom | 128     | Coulé               |
| 13 novembre 1916  | Our Boys           | United Kingdom | 63      | Coulé               |
| 13 novembre 1916  | Superb             | United Kingdom | 50      | Coulé               |
| 28 novembre 1916  | Diligence          | United Kingdom | 42      | Coulé               |
| 28 novembre 1916  | Amphitrite         | United Kingdom | 44      | Coulé               |
| 28 novembre 1916  | Catena             | United Kingdom | 36      | Coulé               |
| 28 novembre 1916  | Provident          | United Kingdom | 38      | Coulé               |
| 28 novembre 1916  | Sea Lark           | United Kingdom | 42      | Coulé               |
| 28 novembre 1916  | Lynx               | United Kingdom | 43      | Endommagé           |
| 30 novembre 1916  | Concord            | United Kingdom | 51      | Coulé               |
| 1 décembre 1916   | Erich Lindøe       | Norvège        | 1097    | Coulé               |
| 4 décembre 1916   | Fofo               | Grèce          | 2615    | Coulé               |
| 6 décembre 1916   | Halfdan            | Danemark       | 1305    | Coulé               |
| 7 décembre 1916   | Marguerite Dollfus | France         | 1948    | Coulé               |
| 5 janvier 1917    | Asta               | Norvège        | 573     | Coulé               |
| 7 janvier 1917    | Hansi              | Norvège        | 1142    | Coulé               |
| 10 janvier 1917   | Tuborg             | Danemark       | 2056    | Coulé               |
| 14 janvier 1917   | Norma              | Danemark       | 1997    | Coulé               |
| 14 janvier 1917   | HMS Penshurst      | Royal Navy     | 1191    | Endommagé           |